# Slatina (rybník, Dubeč)
Retenční nádrž Slatina, někdy i rybník Slatina, je vodní plocha v Praze mezi Štěrboholy a Dubčí, vybudovaná v letech 1980 až 1985 v souvislosti s výstavbou průmyslové zóny v Dolních Měcholupech. Byla určena zejména k zachycování nárazových srážek v povodí Hostavického potoka a slouží i jako rybářský revír obhospodařovaný Českým rybářským svazem. Stala se jednou z přírodního hlediska nejcennějších vodních ploch v Praze. Lokalita nesla název Slatina již před vznikem rybníka, což je patrné na mapách stabilního katastru z roku 1849.

## Popis a zajímavosti
Slatina je průtočná nádrž, kterou napájí Hostavický potok přitékající z jihozápadu. Na severní straně má nádrž 4,5 m vysokou zemní hráz, díky které je schopná v případě povodně pojmout přes 170 000 m3 vody, která by zatopila plochu téměř 11 ha. V polovině přes 150 m dlouhé hráze je umístěn vodohospodářský objekt, ve kterém je výpustná i přelivná část a manipulační zařízení.
Po roce 1990 byl prostor mezi původní hrází a poměrně frekventovanou komunikací vedoucí kolem severního břehu zavezen a osazen lesními dřevinami. Původní koryto Hostavického potoka bylo rovněž zasypáno a bylo vytvořeno nové, přirozeněji vyhlížející meandrující koryto, které se těsně před nádrží rozlévá do malého mokřadu. Podél potoka a louky na východní straně nádrže byly vysazeny dubové aleje. V jižní a západní části Slatiny byly vyhloubeny zálivy, které jednak zvětšily retenční objem nádrže, jednak svými pozvolně se svažujícími břehy přirozenějším způsobem propojily vodní plochu s pobřežním prostředím.
Popsané úpravy výrazně zvýšily ekologickou a krajinotvornou hodnotu celé lokality. Rozsáhlé rákosiny spolu s porosty orobinců na východní a severovýchodní straně jsou přirozeným hnízdištěm vodních ptáků (při průzkumu v 2013 tu bylo zjištěno 29 hnízdících druhů – kromě obvyklých labutí a divokých kachen např. lžičák pestrý, čejka chocholatá nebo potápka roháč). Litorální porosty jsou i nocovištěm vlaštovek nebo břehulí a pro mnoho druhů ptáků také známou tahovou zastávkou.
Z obojživelníků se tu vyskytuje skokan zelený, ropucha obecná i zelená a kuňka obecná, v litorálu také čolek obecný. V okolí nádrže bylo zjištěno mnoho druhů motýlů, zejména okáčů a baboček.
V letním období je možné nádrž využívat i ke koupání, nejlepší vstup do vody je u hráze. Kolem nádrže vede cyklostezka. V blízkosti je také malé letiště pro letecké modeláře. Lov ryb je povolen pouze na levém břehu, mezi hrází a zaústěním Hostavického potoka.

## Galerie

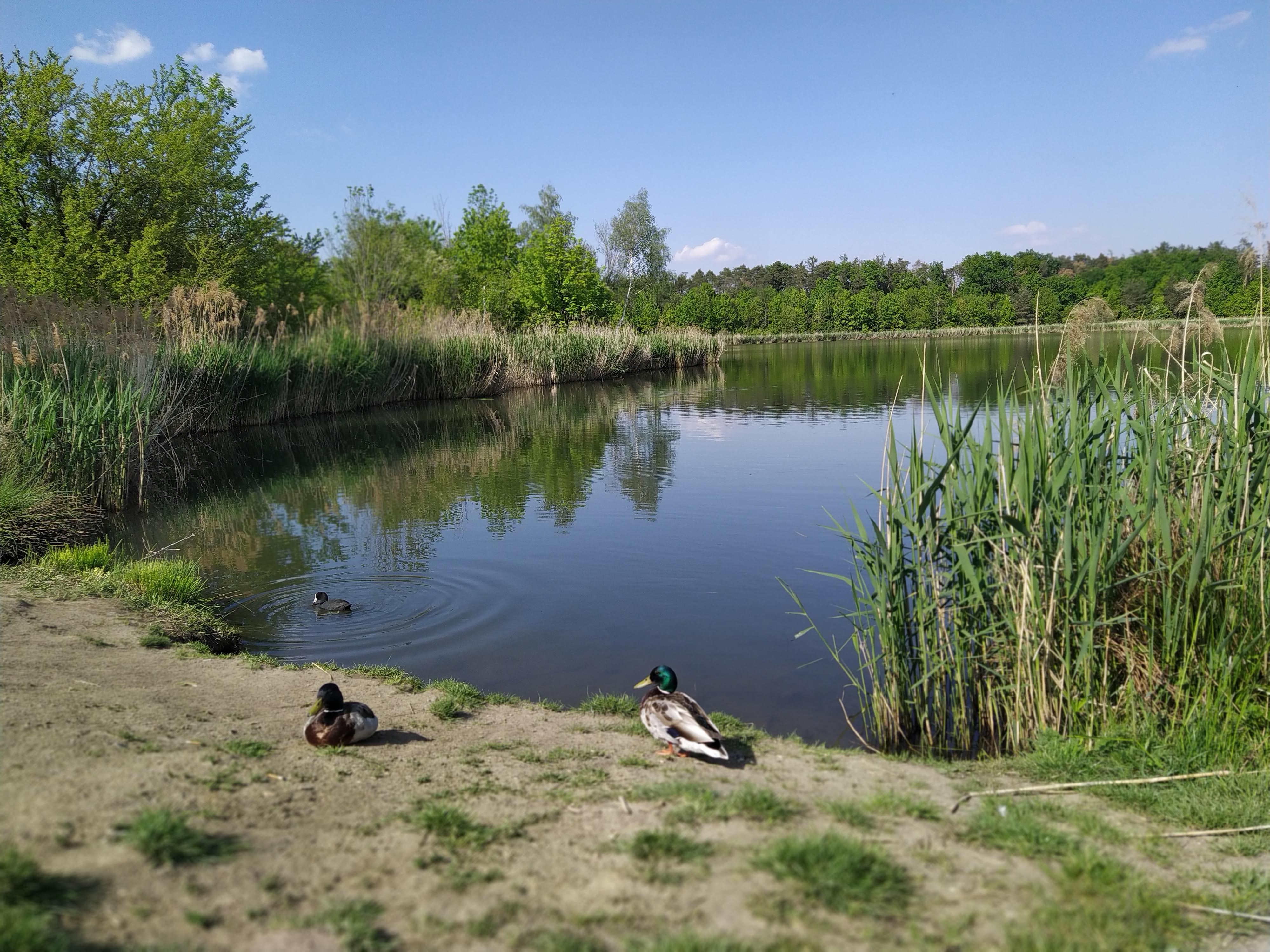
Pobřežní rákos obecný, kachna divoká (břeh) a lyska černá (ve vodě)
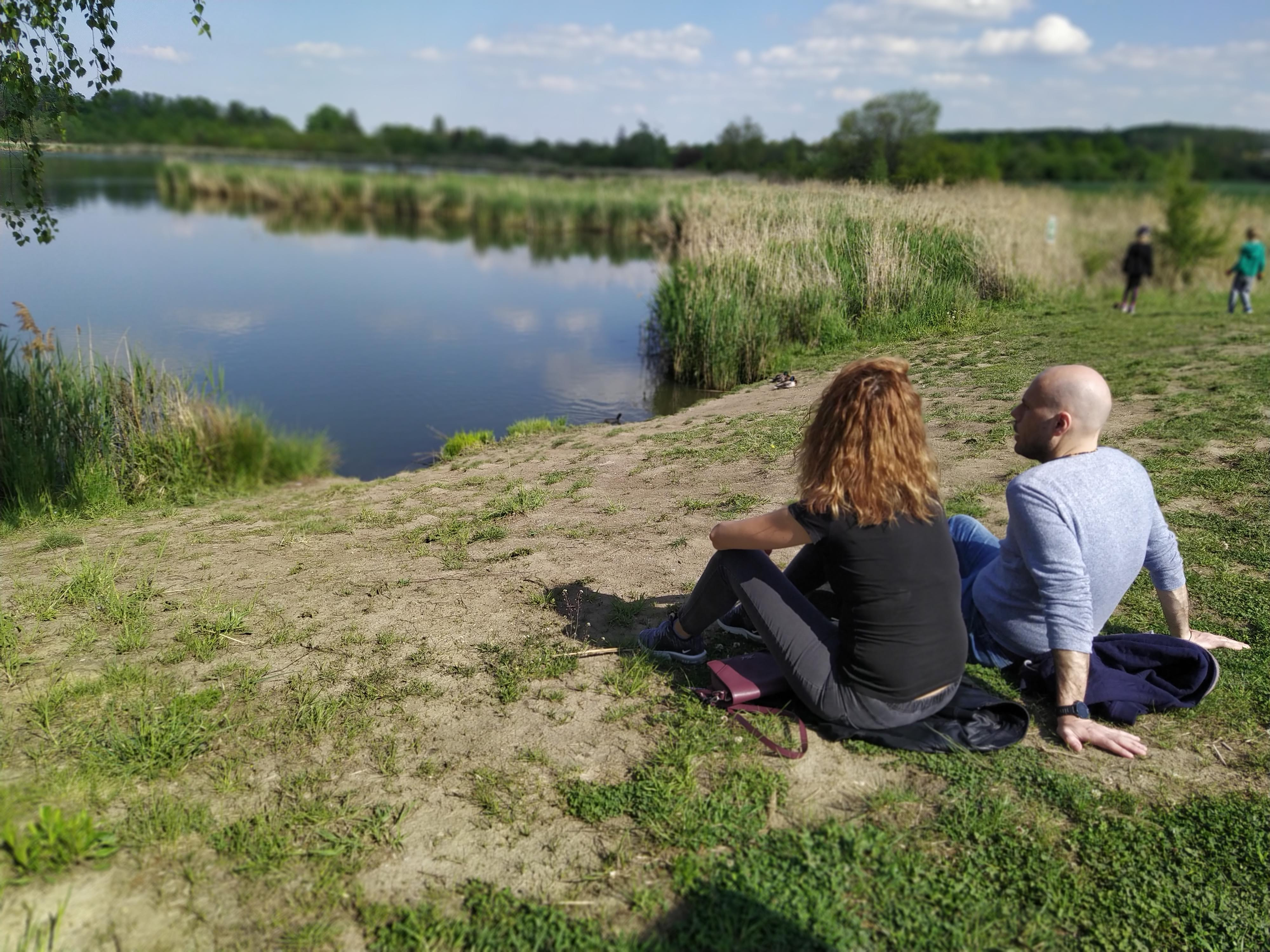
Lidé odpočívající na břehu
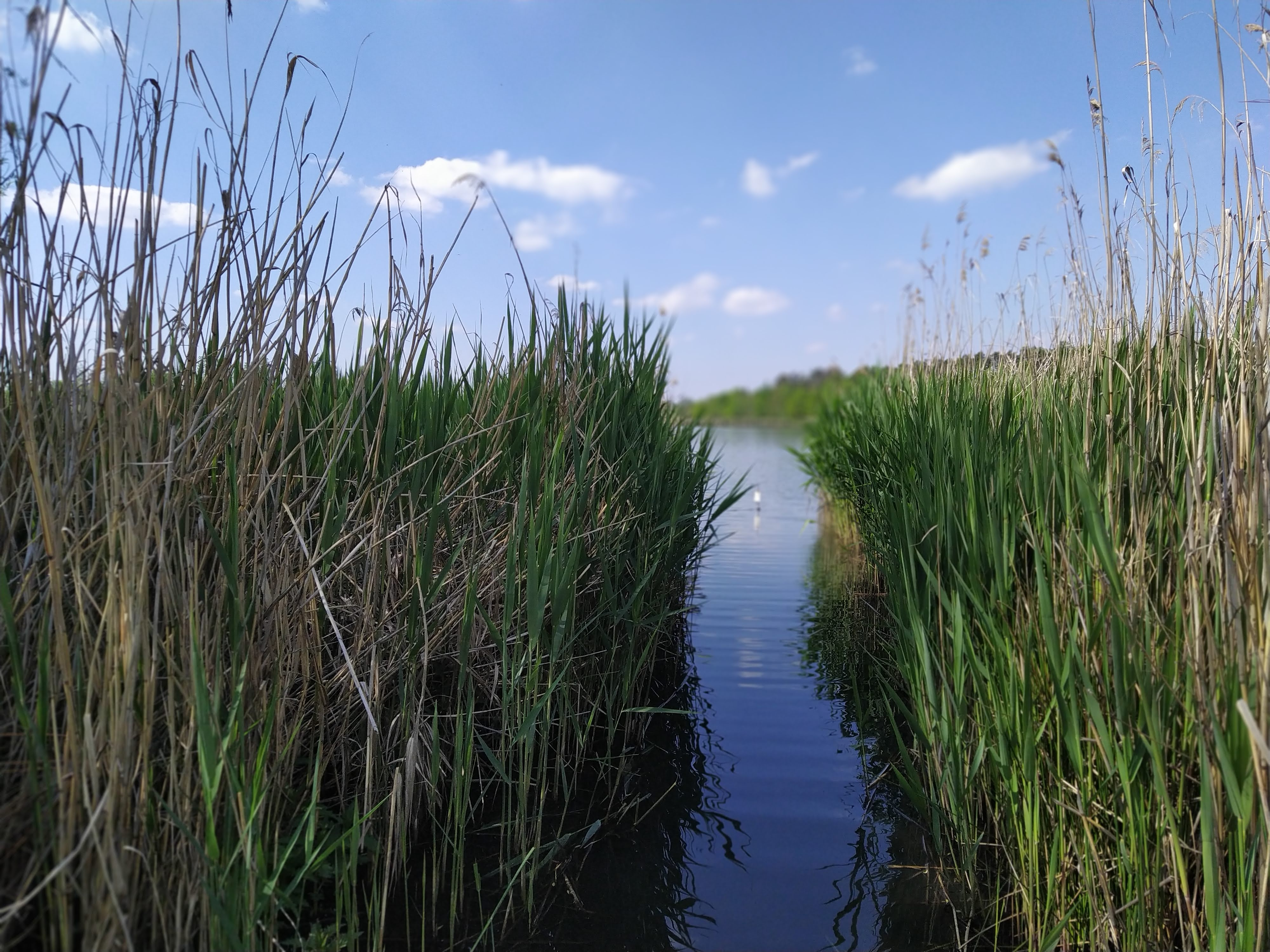
Zaústění Hostavického potoka do rybníka